# Henri Pinson
Henri Pinson (* 24. November 1885 in Bourges; † 17. April 1951 in Saint-Flour) war ein französischer römisch-katholischer Geistlicher und Bischof.

## Leben
Henri-Marie Joseph Pinson wuchs im Erzbistum Bourges auf. Er wurde 1911 zum Priester geweiht, machte Kriegsdienst und wirkte in Fontgombault sowie ab 1936 als Pfarrer in Vierzon. Er war vom 18. März 1943 bis zu seinem Tod 1951 (im Alter von 65 Jahren) Bischof von Saint-Flour. Die Aktivitäten mancher Priester im Dienste der Résistance und das Verstecken jüdischer Kinder vor dem Vichy-Regime in kirchlichen Schulen wurden von ihm gedeckt.